# Mauritânia nos Jogos Olímpicos
A Mauritânia tem enviado atletas para todos os Jogos Olímpicos de Verão organizados desde 1984, embora a nação nunca tenha conseguido uma medalha Olímpica. Nenhum atleta da Mauritânia participou de alguma edição dos Jogos Olímpicos de Inverno.